# 公伯
公伯（约公元前893年—前845年），西周时期秦国君主。秦侯之子，在位3年。

## 生平
前848年，秦侯去世，公伯继位。
前845年，公伯去世，其子秦仲继位。